# 巫山古城遺址
巫山古城遺址位於重慶市巫山縣巫峽鎮龍門大橋至紅石樑，含江東嘴墓地，文物遺址年代為漢-清，2009年12月15日列為第二批重慶市文物保護單位。